# Sophie Auconie
Sophie Briard-Auconie (ur. 19 sierpnia 1963 w Dugny) – francuska polityk, posłanka do Parlamentu Europejskiego VII kadencji, deputowana do Zgromadzenia Narodowego.

## Życiorys
Absolwentka École supérieure de commerce et de management. Z zawodu menedżer działający w branży nieruchomości. Pracowała dla izby handlowo-przemysłowej w Turenii. W 2008 uzyskała mandat radnej Tours. Należała do Demokracji Liberalnej, od 2008 działała w partii Nowe Centrum, później dołączyła do ugrupowania FED.
W wyborach w 2009 uzyskała mandat posłanki do Parlamentu Europejskiego z ramienia koalicji prezydenckiej, opartej na Unii na rzecz Ruchu Ludowego. W PE VII kadencji przystąpiła do grupy Europejskiej Partii Ludowej, została członkinią Komisji Rozwoju Regionalnego. Wstąpiła także do Unii Demokratów i Niezależnych. W PE zasiadała do 2014.
W 2017 została wybrana na deputowaną do Zgromadzenia Narodowego XV kadencji, pokonując byłą minister Marisol Touraine. W trakcie kadencji zdiagnozowano u niej chorobę nowotworową. Z powodu problemów zdrowotnych w 2021 zrezygnowała z mandatu poselskiego. W tymże roku mianowana wiceprezesem Autorité de régulation des transports, organu publicznego zajmującego się regulacjami w branży transportowej.